# HMS Speedy (1782)
Pour les autres navires du même nom, voir HMS Speedy.
Vous lisez un « bon article » labellisé en 2016.
Le HMS Speedy est un brick britannique de quatorze canons lancé pour la Royal Navy en 1782. Construit durant les dernières années de la guerre d'indépendance des États-Unis, il participe avec succès aux guerres de la Révolution française.
Construit à Douvres dans le Kent, le Speedy passe la plupart de son temps de paix au large des côtes britanniques. Transféré en mer Méditerranée après le déclenchement des guerres de la Révolution française, il passe le reste de sa carrière sous les ordres de commandants renommés, participant victorieusement à des engagements parfois déséquilibrés contre des forces supérieures. Son premier commandant dans les eaux méditerranéennes, Charles Cunningham, fait de nombreuses prises, parmi lesquelles les frégates françaises Modeste et Impérieuse qu'il aide à capturer ; son successeur, George Cockburn, impressionne ses supérieurs par son dévouement et son sens du devoir. Le commandant suivant, George Eyre, voit quant à lui son navire capturé par les Français, le 9 juin 1794.
L'année suivante, le Speedy est recapturé et passe sous les ordres de Hugh Downman, qui capture un certain nombre de navires corsaires de 1795 à 1799, et repousse une attaque du corsaire français Papillon, le 3 février 1798. Son successeur, Jahleel Brenton, combat plusieurs fois contre les Espagnols au large de Gibraltar. Enfin, son dernier capitaine britannique, Thomas Cochrane, réalise un coup d'éclat en capturant un navire espagnol bien plus grand que le sien, le Gamo, lors d'un combat naval qui inspirera Patrick O'Brian pour son livre Maître à bord. Le Speedy est finalement capturé par une escadre française en 1801 ; l'année suivante, il est donné à la marine pontificale par Napoléon et y passe quatre ans sous le nom de San Paolo, avant d'être démoli en 1806.

## Conception
Le HMS Speedy est l'un des deux bricks-sloops construits sur les mêmes plans par Thomas King à Douvres. Avec son sister-ship le HMS Flirt, ils sont conçus comme des navires d'escorte petits et rapides, avec des coques profilées comme celles d'un cotre plutôt que celles d'un sloop, qui tiennent mieux à la mer mais sont plus lentes. King s'était spécialisé dans ce type de navires et la classe Speedy est le résultat de son expérience ; le Speedy est ainsi nommé pour symboliser cette nouvelle approche, « speedy » signifiant « rapide » en anglais.
Il déplace 207 21⁄94 tonnes bm, mesure 78,3 pieds (23,9 m) de long, 25,9 pieds (7,9 m) de large et possède un tirant d'eau de 9 pieds (2,7 m). Il est armé de quatorze canons de quatre livres et de douze pierriers d'une demi-livre, et porte un équipage de 90 hommes. Commandé le 23 mars 1781, sa construction commence au chantier de King's yard en juin de la même année et le Speedy est lancé un an plus tard, le 29 juin 1782. Il est alors déplacé à Deptford afin d'y être armé et doublé ; il y reste du 16 juillet au 25 octobre 1782. La construction du Speedy coûte 4 200 livres, 7 shilling et 3 pence au total.

## Histoire

### Les débuts
Le Speedy entre en service en mai 1783 sous les ordres du commander Josias Rogers, et prend la direction de la mer du Nord afin de prendre position dans l'estuaire du Humber,. En janvier 1787, après quatre ans sur place, le Speedy est placé en réserve et mis en carénage à Woolwich en avril de la même année. Les travaux sont finis en juillet pour un coût total de 1 801 livres sterling et il reprend du service en mai aux ordres du commandant John Maude, toujours dans le Humber.
À partir de novembre 1790 le commander Richard Lane est à la barre, jusqu'à la mise en réserve du navire en octobre 1791. Le Speedy subit alors un autre carénage, cette fois à Deptford entre juin et septembre 1792, pour un coût de 3 000 livres, avant de reprendre du service en novembre de la même année sous les ordres du commander Charles Cunningham.

### Guerres de la Révolution française
| - Charles Cunningham, commandant du Speedy au début des guerres de la Révolution française. - George Cockburn, 5e commandant du Speedy qui deviendra admiral of the fleet. |

Cunningham avait précédemment servi aux Indes aux commandes du sloop de 16 canons HMS Ariel. La guerre avec la France est déclarée alors qu'il prend possession de son nouveau commandement, et il est envoyé en Méditerranée afin de rejoindre la flotte de Samuel Hood. Arrivé en avril 1793, il sert alors de messager entre les différents navires de la Méditerranée, transmettant courrier et ordres de mission. Le 5 octobre 1793, le Speedy accompagne les HMS Bedford et Captain à Gênes, où ils capturent la frégate française Modeste et deux tartanes armées lors d'un raid dans le port. Durant cet affrontement, le Speedy envoie deux chaloupes aborder les tartanes pendant que le Bedford canonne la Modeste. Les équipages français résistent et deux de leurs marins sont blessés, mais les Britanniques finissent par l'emporter et personne n'est touché dans leurs rangs. Le Captain et le Speedy font ensuite voile vers La Spezia où ils capturent une frégate française à l'ancre, l'Impérieuse. L’Impérieuse est sabordée par son équipage mais est ensuite renflouée ; elle entre en service dans la Royal Navy sous le nom de HMS Imperieuse. Cunningham est alors promu au grade de captain et se voit confier le commandement de la prise, avec ancienneté rétroactive à la date de la capture, le 12 octobre 1793.
Le commander George Cockburn prend alors les commandes du Speedy et reste en mer Méditerranée. Ses premières missions se limitent à transporter des missives et des passagers entre Toulon et Gênes avant qu'il ne reçoive l'ordre de rejoindre le capitaine Andrew Sutherland du HMS Diadem, alors en tête de l'escadre chargée du blocus de Gênes. La petite flotte est prise dans des tempêtes hivernales et plusieurs navires sont sévèrement endommagés, forçant Sutherland et son escadre à chercher refuge dans des ports proches afin d'y subir des réparations ; seul le Speedy reste à son poste. Sutherland rejoint alors la baie d'Hyères et rapporte la dispersion de son escadre à Hood, notant qu'il n'a eu aucune nouvelle du Speedy depuis le coup de vent. Une fois le Diadem réparé, Sutherland retourne à Gênes et est surpris de découvrir le Speedy patrouillant dans le port, n'ayant pas quitté son poste une seule fois ; maintenant seul le blocus, il a même réussi à capturer plusieurs navires. Sutherland ordonne alors au Speedy, qui se trouve à court d'eau potable, de rallier Hyères pour y faire provision. Dans le même temps, Sutherland fait à Hood un rapport élogieux sur Cockburn. Le 20 janvier 1794, Cockburn est récompensé par le commandement temporaire de la frégate HMS Inconstant en tant que post-captain, suivi un mois plus tard par le commandement de la frégate HMS Meleager.
C'est le commander George Eyre qui prend le commandement du Speedy en février 1794. Le sloop participe au siège et à la capture de Bastia, après quoi Eyre reçoit l'ordre de rejoindre le Diadem au large de Nice. Alors qu'il fait route, le 9 juin, il rencontre une escadre française de trois navires aux ordres du contre-amiral Pierre Martin, qui a quitté Toulon quelques jours plus tôt. Eyre essaye de prendre la fuite, mais le vent et l'état de la mer favorisent les navires français, plus grands ; le Speedy est pris en chasse et capturé par la Sérieuse. Eyre est amené à bord du navire amiral et il lui est notifié que la Convention a récemment ordonné qu'aucun quartier ne doit être accordé aux Anglais ou aux Hanovriens, et que si le navire de Martin avait été le premier sur le Speedy, il aurait dû l'envoyer par le fond>. L'apparition soudaine de la flotte britannique abrège l'entrevue et les Français se réfugient en rade de Toulon, emportant leur prise avec eux,.

### Recapture
Le Speedy passe peu de temps sous pavillon français ; le 25 mars 1795 son commandant prend le HMS Inconstant du capitaine Thomas Fremantle pour un navire français et se fait capturer. Le brick reprend alors du service dans la Royal Navy.
Au début du mois de mars de l'année suivante, le Speedy, sous les ordres du capitaine Thomas Elphinstone, rejoint une escadre croisant au large d'Oneglia en Italie. Menée par le commodore Horatio Nelson, cette escadre est composée des vaisseaux de 64 canons HMS Agamemnon et HMS Diadem, des frégates de 32 canons HMS Meleager et HMS Blanche et du sloop HMS Peterel. Le 25 avril, l'escadre se dirige toutes voiles dehors vers Finale après que le commodore a appris qu'un grand convoi français rempli de marchandises pour l'armée française est ancré au large de la ville. Cependant, lorsque l'escadre britannique arrive, seulement quatre navires sont ancrés sous la protection d'une batterie. Celles-ci ouvrent le feu sur le Peterel alors qu'il mène les chaloupes de l'escadre à l'attaque ; malgré ce bombardement, les Britanniques réussissent à capturer les quatre navires et n'ont que trois blessés à déplorer.
Le 31 mai 1796, l'escadre pourchasse le ketch français Génie, la canonnière d'un canon Numéro Douze et cinq navires marchands qui vont chercher refuge non loin d'une batterie côtière. À 15 h, l’Agamemnon, la Blanche, le Peterel et le Speedy les approchent et s'ancrent dans 7 m d'eau. Les quatre navires britanniques font feu et détruisent la batterie, avant d'envoyer leurs chaloupes attaquer les navires français, sous le feu nourri du Génie et du Numéro Douze ; ceux-ci sont abordés et capturés avec succès. Au même moment, les navires marchands s'échouent afin d'éviter la capture. Malgré un feu nourri de mousquets depuis la plage, les Britanniques capturent et renflouent quatre des navires et en détruisent un ; un mort et trois blessés sont à déplorer dans leurs rangs.

### Downman et Brenton

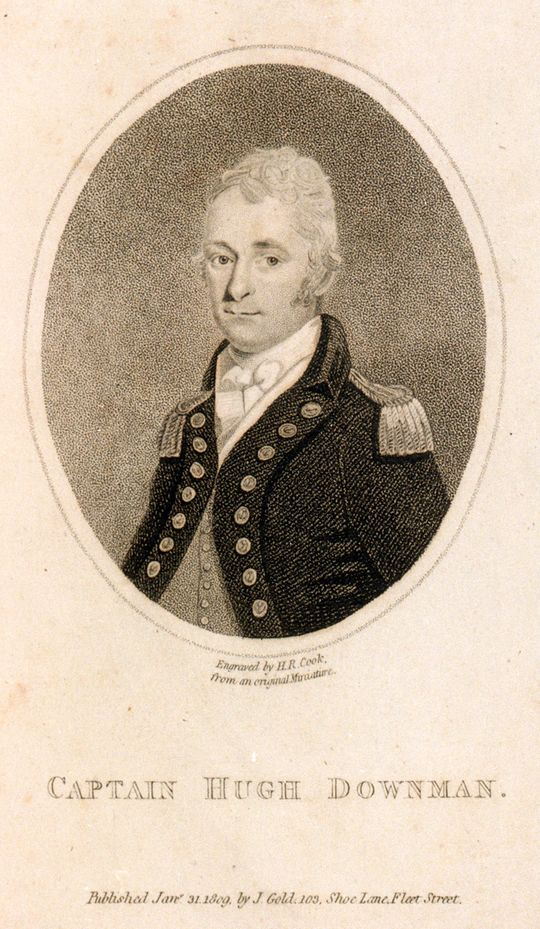
Hugh Downman, le commandant du Speedy de 1797 à 1799.

Le commander Hugh Downman succède à Elphinstone en août 1797, qui fait plusieurs croisières avec le Speedy. Le 3 février 1798, alors qu'il navigue au large de Vigo, il croise la route du navire corsaire Papillon, portant 18 canons et 160 hommes. Celui-ci attaque le Speedy qui navigue avec un équipage réduit : le maître M. Marshall et 12 hommes sont en effet à bord d'une prise espagnole que le navire britannique a faite plus tôt. Les deux navires combattent pendant deux jours ; le second jour Downman a épuisé ses munitions et se trouve réduit à tirer des clous et des morceaux de cercles de tonneau sur son adversaire. Voyant la situation délicate dans laquelle est son capitaine, Marshall enferme l'équipage espagnol dans la cale et prend avec lui l'équipage de prise sur une chaloupe afin de lui porter assistance. Après un rude combat le Papillon abandonne le combat ; l'équipage du Speedy compte cinq morts et quatre blessés. Downman recapture sa prise et rentre à Lisbonne afin d'y faire des réparations,. Aux commandes du Speedy, Downman capture en tout cinq navires corsaires totalisant 17 canons, 28 pierriers et 162 hommes. Pour ses efforts dans la protection du commerce britannique au large de Porto, les marchands lui dépêchent une lettre de remerciements et de l'argenterie pour une valeur de 50 livres. En récompense de ses actions, Downman est promu post-captain le 26 décembre 1798 et nommé commandant de la HMS Santa Dorothea, une frégate de 32 canons capturée aux Espagnols au combat de Cartagena le 15 juillet 1798.
En janvier de l'année suivante, le commander Jahleel Brenton est désigné commandant du Speedy, basé à Gibraltar. Le 9 août 1799, alors qu'il sort du port en compagnie du corsaire Defender, Brenton tombe sur trois petits vaisseaux espagnols, d'une puissance de feu totale de 20 canons de 6 livres. Les Espagnols se dirigent vent arrière vers une petite baie sablonneuse et jettent l'ancre en ligne afin de pouvoir tirer simultanément sur les navires Britanniques. Le Speedy et le Defender font des aller-retours et tirent bordées sur bordées pendant deux heures, sans effet notable. L'équipage du Defender n'est que de 22 hommes et celui-ci décide d'aller chercher de l'aide. Brenton pense alors que rester sous voile favorise l'ennemi, et il décide d'aller s'ancrer à 30 yards (27 m) de la ligne ennemie, face au navire situé au milieu. Après trois quarts d'heure d'une vive canonnade, les Espagnols abandonnent leur navire et gagnent le rivage. Deux des navires s'échouent et le troisième est immédiatement capturé. Le Speedy met ensuite ses chaloupes à la mer afin de récupérer les deux autres navires, malgré le feu nourri tiré depuis la rive par les Espagnols. Les Britanniques récupèrent les deux navires et rentrent à Gibraltar ; seuls deux hommes ont été blessés durant l'expédition.

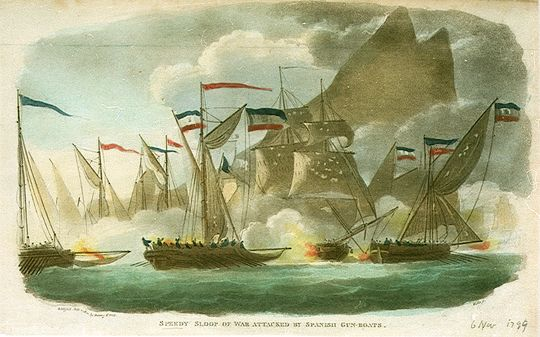
Le HMS Speedy combattant des canonnières espagnoles au large de Gibraltar (gravure anonyme de 1799).

Le 3 octobre, alors qu'il croise au large de Gibraltar, le Speedy repère dix petits navires sortant d'Algeciras ; il s'agit apparemment de canonnières s'apprêtant à attaquer un convoi britannique passant par là. Avec le mauvais temps, Brenton prend ces petits navires pour des marchands tentant d'échapper aux Britanniques. À l'approche du navire de guerre ennemi ceux-ci s'éparpillent et quatre d'entre eux trouvent refuge sous les murs d'un fort. Le Speedy s'approche et ouvre le feu, forçant les équipages à abandonner leurs navires respectifs. Drossés sur la côté par le vent, les chaloupes envoyées par Brenton ne peuvent les sauver et sont réduits à l'état d'épaves. Trois jours plus tard, au large d'Europa Point, le Speedy repère de nouveau une douzaine de canonnières sortant d'Algeciras pour attaquer deux navires marchands passant devant Gibraltar ; l'un d'entre eux, l’Unity, transporte du vin et de l'alcool pour la marine. La puissance de feu des navires espagnols est bien supérieure à celle du Speedy, mais celui-ci fonce sur eux, couvrant la fuite de l'un des marchands avec sa bordée. Les canonnières essaient alors d'attraper l’Unity mais Brenton traverse cette nuée de bateaux ennemis en maintenant un feu roulant de ses canons, aidé par des tirs de mousquets de tous les hommes disponibles. La flottille espagnole se disperse alors et s'enfuit ; deux hommes du Speedy sont tués, un autre est blessé, et le navire lui-même est considérablement endommagé, tant au niveau du gréement que dans ses œuvres vives. Le vent forcissant l'empêchant de rallier Gibraltar, Brenton réussit à mener son navire le long de la côte jusqu'à la baie de Tétouan, où les trous sous la ligne de flottaison sont colmatés afin de lui permettre de rentrer à bon port. Durant la bataille, les canons des forts de Gibraltar n'ayant pas couvert le Speedy, Brenton s'en enquiert ; le gouverneur de Gibraltar, le général Charles O'Hara, lui répond alors qu'il a conclu avec le gouverneur d'Algeciras l'arrangement de ne jamais tirer sur les canonnières pour ne pas importuner les habitants de la ville.

### Cochrane

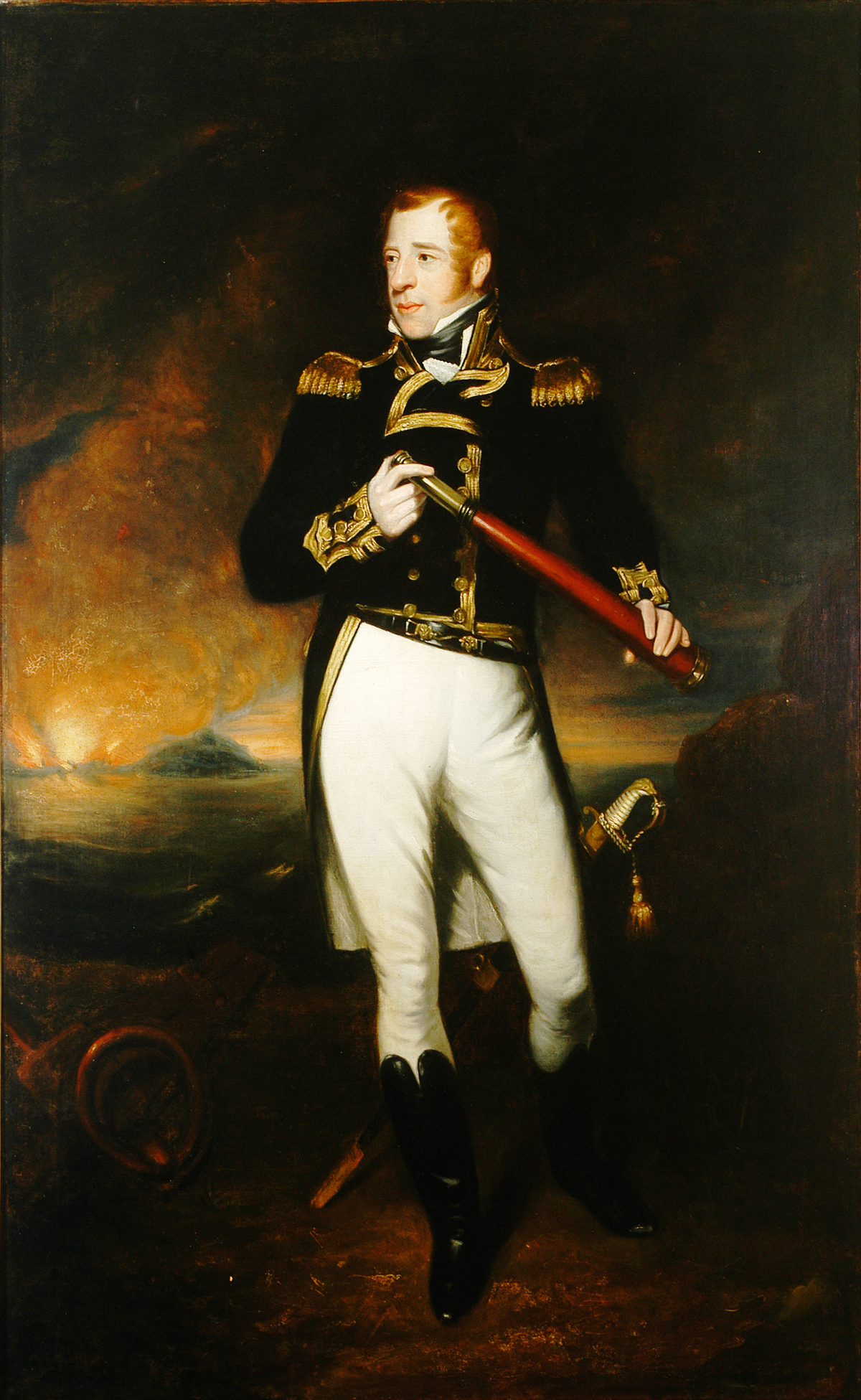
Lord Cochrane, portrait de James Ramsay.

Brenton est promu au titre de post-captain et le commandement du Speedy échoit à Thomas Cochrane en mars 1800. Celui-ci n'est guère enthousiasmé par son nouveau navire : il déclare que le Speedy n'est « guère plus qu'une caricature d'un navire de guerre, ». Sa cabine offre seulement 5 pieds (1,5 m) de hauteur sous barrot, et s'il souhaite se raser il est obligé d'ouvrir un hublot et de disposer son matériel de rasage sur la plage arrière. La bordée du Speedy est si faible (sept boulets de 4 livres, soit moins de 15 kilos de métal) qu'il peut porter son poids à lui tout seul. Pour augmenter la puissance de feu de son navire, Cochrane réclame et obtient l'installation de deux canons longs de 12 livres, prévus pour servir de pièces de chasse de proue et de poupe ; mais l'échantillonnage du navire n'est pas prévu pour supporter leur poids et il faut donc les retirer. Il réclame ensuite que ses canons de 4 livres soient remplacés par des canons de 6 livres, mais les sabords se révèlent trop petits pour pouvoir les installer. En revanche, les choses se passent mieux pour le mât qu'il fait remplacer par un espar pris sur le HMS Genereux et que beaucoup pensent trop grand pour le Speedy ; Cochrane estime cependant qu'il améliore sa vitesse.

#### Premiers succès
Au début du mois de mai, Cochrane se voit confier la mission d'escorter un convoi qui va de Cagliari à Livourne. Le 11 mai, un vaisseau est repéré alors qu'il attaque l'un des navires marchands du convoi : il s'agit du corsaire Intrépide, portant 6 canons ; Cochrane le prend en chasse et le force à se rendre. Trois jours plus tard, alors que le convoi passe près de l'île de Montecristo, cinq bateaux à rames surgissent de l'une des criques de l'île et capturent deux navires marchands de l'arrière-garde. Cochrane se lance immédiatement à leur poursuite, et reprend possession des deux navires dès le lendemain matin. Dès lors, il reçoit carte blanche pour attaquer les vaisseaux ennemis qui croisent dans la région : il capture sept ou huit vaisseaux en juin et juillet, dont le corsaire de 10 canons Asunción au large de Bastia le 25 juin, et le corsaire Constitution au large de Capodistria le 19 juillet,. Le 22 septembre, il s'empare d'un grand vaisseau napolitain et le rapporte à Port Mahon ; il apprend alors que ses agissements ont attiré l'attention des Espagnols et que ceux-ci sont en train d'armer une frégate pour venir à bout du Speedy.
Cochrane prépare sa rencontre avec la frégate espagnole en faisant repeindre le Speedy afin qu'il ressemble à un brick danois, le Clomer, qui se trouve à cette époque en Méditerranée. De plus, il engage un quartier-maître danois et lui trouve un uniforme d'officier de la marine royale danoise. Alors qu'il croise au large d'Alicante le 21 décembre, le Speedy tombe sur une frégate ennemie, mais lui fait croire qu'il circule sous pavillon neutre. Un peu plus tard, Cochrane emploie à nouveau avec succès cette technique du faux pavillon : le 22 janvier, arborant les couleurs danoises, il se joint à un convoi de marchands danois, et fait mine de les escorter. Lorsqu'un navire français de 10 canons et un brick espagnol de 8 canons s'approchent, Cochrane hisse les couleurs britanniques avant de passer à l'attaque et de capturer les deux vaisseaux. Puis, le 24 février, Cochrane s'empare du brick français de 4 canons Caroline qui venait de livrer des équipements militaires de Gênes à Alexandrie,.

#### La victoire sur leGamo

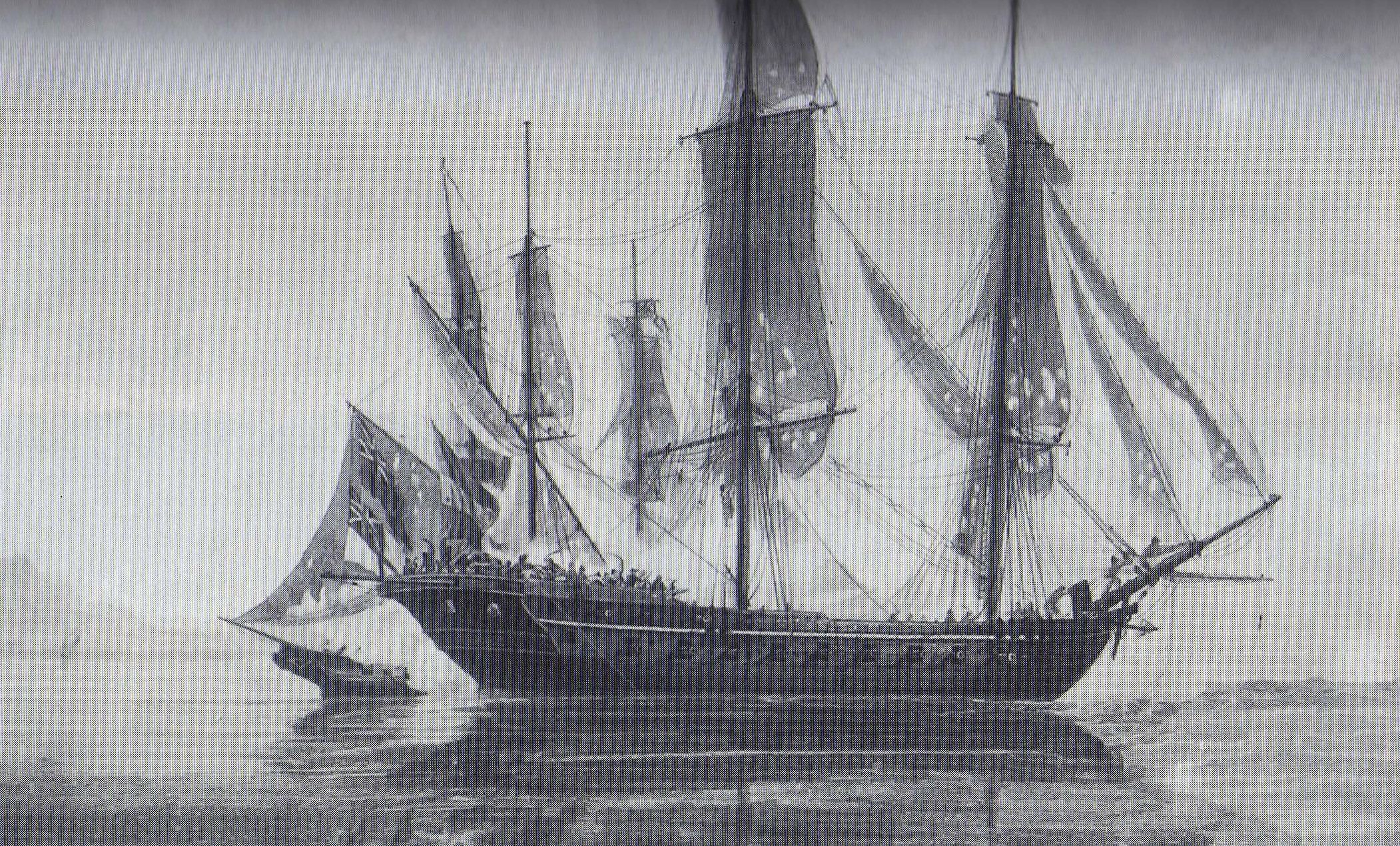
Le Speedy derrière le Gamo, par Thomas Pocock (avant 1821).

À l'aube du 6 mai 1801, alors que le Speedy croise au large de Barcelone, un grand vaisseau ennemi apparaît : il s'agit du Gamo, une frégate espagnole gréée en chebec portant 319 hommes, armée de canons de 8 livres et de 12 livres et de caronades de 24 livres. Sa bordée s'élève ainsi à 190 livres (86 kg), plus de sept fois celle du Speedy. De plus, Cochrane dispose seulement de 54 hommes à bord : le reste sert sur des prises faites précédemment. Au lieu de fuir, le Britannique se rapproche du navire ennemi, et à 9 h 30 le Gamo tire un coup de canon tout en hissant les couleurs espagnoles ; Cochrane répond en hissant le drapeau américain. Le navire espagnol hésite, permettant au capitaine britannique de se rapprocher, hisser ses couleurs et éviter la première bordée. Le Gamo en tire une autre, évitée de nouveau ; Cochrane retient son feu jusqu'à être bord à bord avec son ennemi et enchevêtrer ses vergues dans le gréement ennemi. Le Gamo essaie de faire feu de nouveau mais ses coups passent au-dessus du bastingage de son opposant, plus petit, et ne font qu'endommager le gréement et les voiles. Cochrane ouvre le feu à son tour avec ses canons de 4 livres armés d'une double charge : passant au travers du bastingage et des ponts, la première bordée tue le capitaine espagnol et le bosco.

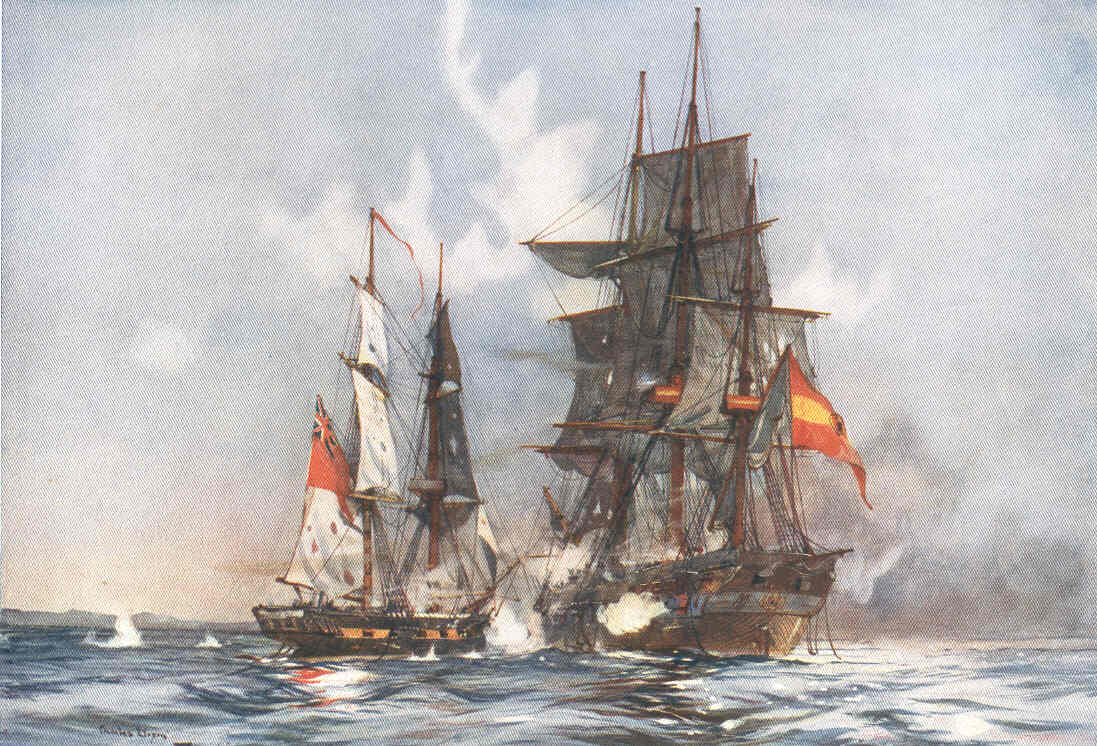
The Speedy capturing the Gamo, par Charles Dixon (avant 1934).

Se voyant désavantagé, le second du navire espagnol rassemble son équipage pour partir à l'abordage ; voyant cela, Cochrane désengage son navire et ravage les rangs ennemis du feu de ses canons et de ses mousquets avant de se rapprocher de nouveau. Trois fois les tentatives d'abordage espagnoles sont repoussées ; ceux-ci remettent alors leurs canons en batterie. Cochrane décide alors d'aborder le Gamo et divise son équipage en deux, laissant seulement le chirurgien à bord. Les Britanniques envahissent alors le pont du navire espagnol, certains par la proue, leurs visages noircis pour ressembler à des pirates, les autres abordant par les passavants. Une féroce bataille s'engage alors entre les deux équipages, jusqu'à ce que Cochrane appelle le chirurgien resté seul à bord, lui ordonnant d'envoyer 50 hommes de plus ; il ordonne au même moment que les couleurs espagnoles soient arrachées. Croyant que leurs officiers se sont rendus, les marins espagnols arrêtent le combat.
Les Britanniques ont perdu trois hommes et déplorent neuf blessés, alors que le bilan des Espagnols est de 14 tués et 41 blessés, soit plus que l'ensemble de l'équipage du Speedy. Les Britanniques enferment leurs prisonniers dans la cale et rentrent à Port Mahon. Humilié d'avoir été battu par un ennemi si inférieur, le second espagnol demande à Cochrane de lui signer un certificat assurant qu'il a fait tout son possible pour défendre son navire. Cochrane s'exécute, écrivant de façon équivoque que celui-ci « s'est conduit comme un vrai Espagnol, ». Cochrane apprend plus tard avec amusement que ce certificat a permis à l'officier en question d'obtenir une promotion. En 1847, l'amirauté décerne la Naval General Service Medal avec la barrette « Speedy 6 May 1801 » à tous les survivants de l'abordage.

#### Nouvelle capture
En juin 1801, Cochrane retourne au large de Barcelone et s'associe au HMS Kangaroo de 16 canons afin d'attaquer un convoi espagnol composé de 12 navires marchands et de 5 escorteurs armés, tous étant à l'ancre à l'abri des canons d'une haute tour. Au terme d'une action éclair conduite entre l'après-midi du 9 juin et le matin du 10, les deux vaisseaux ont coulé ou échoué l'ensemble du convoi, à l'exception de trois bricks dont ils s'emparent. Trois semaines plus tard, le Speedy croise devant Alicante quand il tombe sur plusieurs navires marchands qui virent immédiatement vers la côte et s'y échouent. Plutôt que de perdre son temps à les en déloger, Cochrane choisit de les incendier ; il attire alors l'attention d'un adversaire nettement plus redoutable que ne l'était le Gamo.
Il s'agit d'une imposante escadre française placée sous les ordres du vice-amiral Linois, qui vient de quitter Toulon et fait route vers Cadiz afin d'y embarquer des renforts pour l'armée française en Égypte,. Ils repèrent le Speedy le 3 juillet et le prennent en chasse : Cochrane fait alors jeter par-dessus bord canons, canots et provision afin d'alléger son navire, mais les Français gagnent sur lui malgré tout. Après avoir évité de peu la lourde bordée du Desaix, Cochrane décide d'amener ses couleurs. Il est emmené à bord du Desaix dont le capitaine Christy-Pallière rend hommage aux hauts faits de son adversaire en déclinant l'épée que celui-ci lui tend. Cochrane poursuit son voyage avec l'escadre française et assiste du pont du Desaix à la bataille d'Algésiras. Après cette bataille, lui-même et son équipage sont échangés comme prisonniers de guerre : il rentre alors à Gibraltar où il passe en cour martiale pour la perte de son vaisseau, mais il est acquitté avec les honneurs,.

### Passage sous les drapeaux français puis papal
Le Speedy rentre à Toulon avec l'ensemble de la flottille le 27 janvier 1802, après un passage par Cadix le 14 du même mois. À cette époque, Napoléon est en pleines négociations avec le pape Pie VII afin que celui-ci soit présent à son sacre. Les États pontificaux sont alors dans une situation financière précaire ; le 1er septembre, Napoléon décide de se montrer généreux en faisant cadeau au pape de deux bricks armés : le Speedy et le Colibri. Ceux-ci sont alors respectivement rebaptisés Saint Paul et Saint Pierre et sur leur poupe est inscrite en lettres dorées la phrase « Donné par le premier consul Bonaparte au Pape Pie VII ». Les deux navires quittent Toulon le 14 décembre 1802, escortés de l’Alcyon, et arrivent à Civitavecchia le 16 ; ils vont être utiles au pape pour repousser les attaques des Barbaresques,. Le Speedy est alors intégré à la marine pontificale sous le nom de San Paolo. Il est définitivement désarmé en 1806.

## Le HMSSophiedans les Aubreyades
Certains des exploits du HMS Speedy sous les ordres de Cochrane sont utilisés dans la nouvelle Maître à bord des Aubreyades de Patrick O'Brian ; le navire décrit par celui-ci a les mêmes dimensions d'espar et le même armement et s'appelle HMS Sophie,. Cochrane est remplacé dans le livre par Jack Aubrey, protagoniste de la série qui réédite une grande partie des exploits réels de Cochrane, parmi lesquels la défense d'un convoi et la recapture d'un marchand des griffes d'un corsaire, ainsi que la capture d'une grande frégate espagnole inspirée du Gamo et renommée Cacafuego pour l'occasion.